# Списак поремећаја стопала и скочног зглоба
Списак поремећаја стопала и скочног зглоба je систематизован приказ патолошко стање узрокован многобројним етиолошким факторима, која значајно утичу на одржавање тела у усправном положају и бројне човекове функције у кретању на две ноге. Из чињенице да човек спада у групу табанаша; и да његово стопало читавим доњим делом носи тежину тела, произилази и велики значај болести и повреда стопала и њиховог успешног лечења, како оболела или повређена особа не би патила и представља терет за породицу и друштво у целини.

## Поремећаји коже
- Атлетско стопало
- Жуљ (калус)
- Онихокриптоза (урастао нокат)
- Кератодермија

## Поремећаји мишића и тетива
- Запаљење мишића
- Повреде мишића
- Болести синовија и тетива
- Хондропатије

## Поремећаји зглобова
- Чукаљ на стопалу (Hallux valgus)
- Халукс варус
- Дијабетичка артропатија
- Реуматоидни артритис
- Остеоартритис
- Обољења зглобова узрокована инфекцијом
- Прелом стопалаИшчашење, угануће и напрезање зглобова и лигамената у нивоу скочног зглоба и стопала

## Поремећаји костију
- Прелом кости
- Џонсова фрактура
- Дупуитренов прелом
- Остеомијелитис
- Рак костију

## Повреда живаца
- Синдром тарзалног тунела
- Неурома
- Метатарзалгијаа
- Укљештење нерва
- Повреда бочног плантарног нерваљ
- Повреда медијалног плантарног нерва
- Повреда дубоког перонеалног нерва на нивоу скочног зглоба и стопала
- Повреда кожног сензорног нерва у нивоу скочног зглоба и стопала
- Повреда више живаца на нивоу скочног зглоба и стопала
- Повреда других живаца у нивоу скочног зглоба и стопала

## Повреда крвних судова
- Повреда леђне артерије стопала
- Повреда плантарне артерије стопала
- Повреда леђне вене стопала
- Вишеструка повреда крвних судова на нивоу скочног зглоба и стопала
- Повреда других крвних судова на нивоу скочног зглоба и стопала

## Комбиновани поремећаји
- Пес кавус
- Криво стопало

## Генетски поремећаји
- Полидактилија

## Специфичне манифестације и системске болести
- Дијабетичко стопало
- Реуматоидно стопало
- Неуропатија
- Плантарни фасциитис